# Foster the People
Foster the People – amerykański zespół indiepopowy powstały w 2009 roku w Los Angeles. Grupę tworzą: Mark Foster (wokal, keyboard, pianino, gitara oraz miksy), Mark Pontius (perkusja), Isom Innis (marakasy i drugi wokal), Sean Cimino (gitara elektryczna i drugi wokal) i Phil Danyew (gitara klasyczna i drugi wokal).
Lider zespołu, Mark Foster początkowo nadał im nazwę „Foster & the People” lecz tę słuchacze szybko przekręcili na „Foster the People”. Muzycy postanowili więc, że będą grać i wydawać pod tą nazwą.
23 maja 2011 roku muzycy wydali swój debiutancki album „Torches”, który promował dobrze przyjęty „Pumped Up Kicks”. Kolejne single to „Helena Beat”, „Don’t Stop (Color on the Walls)”, „Call It What You Want” oraz „Houdini”.

14 maja 2014 roku pojawił się drugi album zespołu, zatytułowany Supermodel. Znalazły się tam takie utwory jak Coming of Age, Best Friend, Are You What You Want To Be oraz Pseudologia Fantastica.
W 2011 roku zespół był nominowany do nagrody MTV Video Music Awards w dwóch kategoriach: „Najlepszy debiut” oraz „Najlepszy teledysk rockowy” za klip do „Pumped Up Kicks”.
Muzycy otrzymali dwie nominacje do Grammy za rok 2011, w kategoriach „Najlepszy występ popowy w duecie/grupie” za „Pumped Up Kicks”, oraz Najlepszy album alternatywny wokalny za „Torches”.
8 maja 2012 r. w warszawskim klubie Palladium odbyły się dwa koncerty zespołu Foster the People. Było to pierwsze spotkanie grupy muzyków z polskimi fanami. Kolejny koncert w Polsce zespół zagrał 2 lipca 2014 r. na Open’er Festival.
Na początku 2015 zespół zaczął występować bez swojego basisty, Cubbiego Finka. Zastępowali go inni muzycy. We wrześniu 2015, Fink oficjalnie opuścił zespół.

## Dyskografia
Albumy studyjne
- Torches (2011)
- Supermodel (2014)
- Sacred Hearts Club (2017)